# Чанд-Баори
Чанд-Баори (хинди चाँद बावड़ी) — ступенчатый колодец, сооружение древней архитектуры возле храма в городке Абанери (Индия), в 95 километрах от Джайпура, штат Раджастхан. Его глубина составляет более 30 метров, это один из самых глубоких ступенчатых колодцев в Индии. Строительство было начато между IX и XI веками. Закончено в XV веке.
Глубина колодца — 22,1 м (13 ярусов по 7 ступеней каждый, итого — 91 ступень; рекламируемые 3500 ступеней — это общее количество ступенек), ширина верхней части колодца — 16,2×19,3 м, ширина поверхности воды — 6×9 м, углы наклона граней — 77°0’19" (76°52’57"). В нишах находятся скульптуры божеств Ганеши и Дурги.
В наши дни в колодце Чанд-Баори паломники омывают только руки и ноги: смотрители следят за порядком и не позволяют плавать в опасной воде, которая, по мнению бактериологов и паразитологов, способна «убить человека за 2—3 дня». Несмотря на это, довольно часто в индийской прессе появляются сообщения о смертях в этом священном месте; в год фиксируется до 20 смертей. Чаще всего в воду падают люди, желающие остыть внизу колодца. Кроме этого зафиксированы и единичные случаи гибели туристов (которых здесь бывает до 100 тысяч в год). По этой причине резервуар было решено оградить.

## Галерея

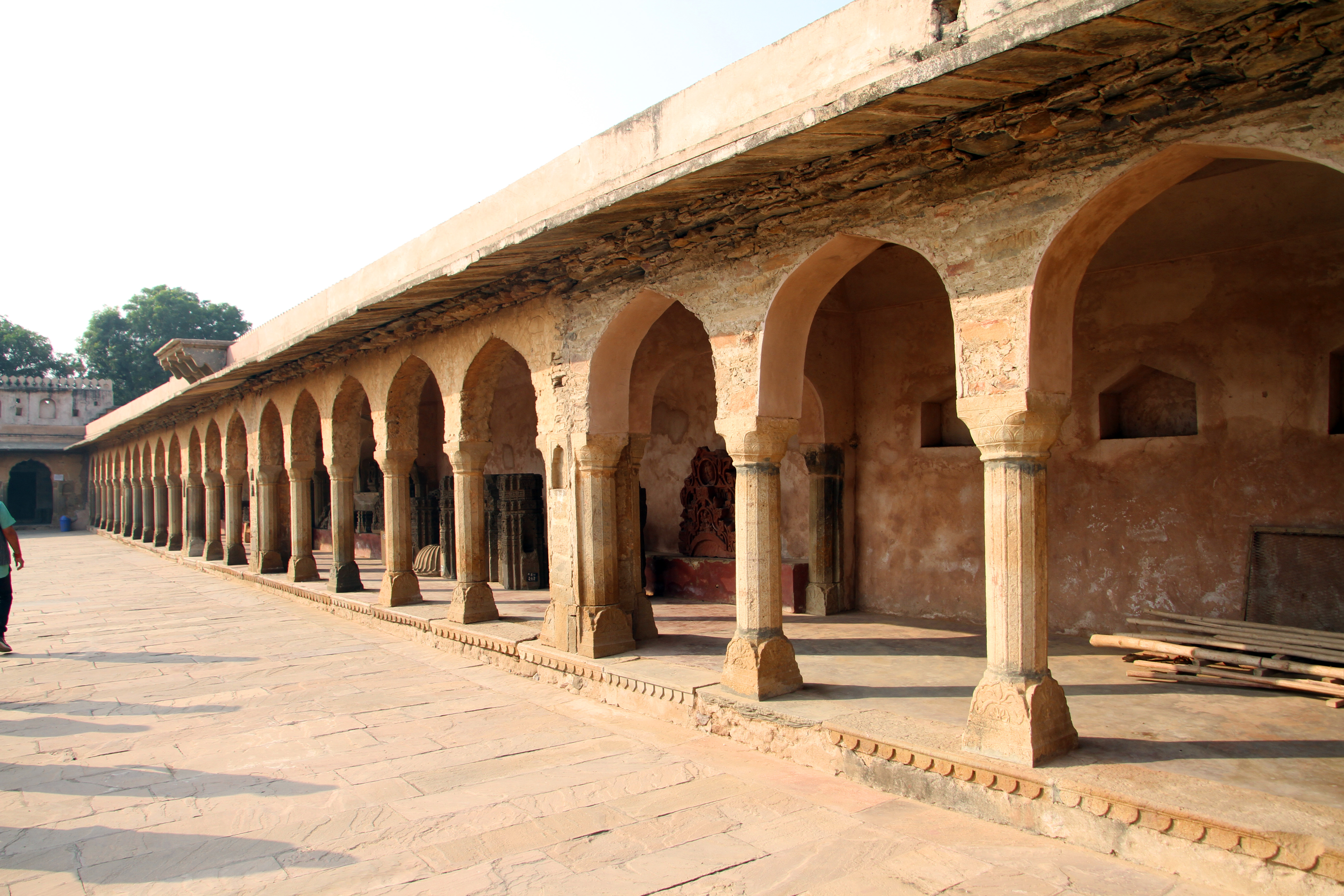
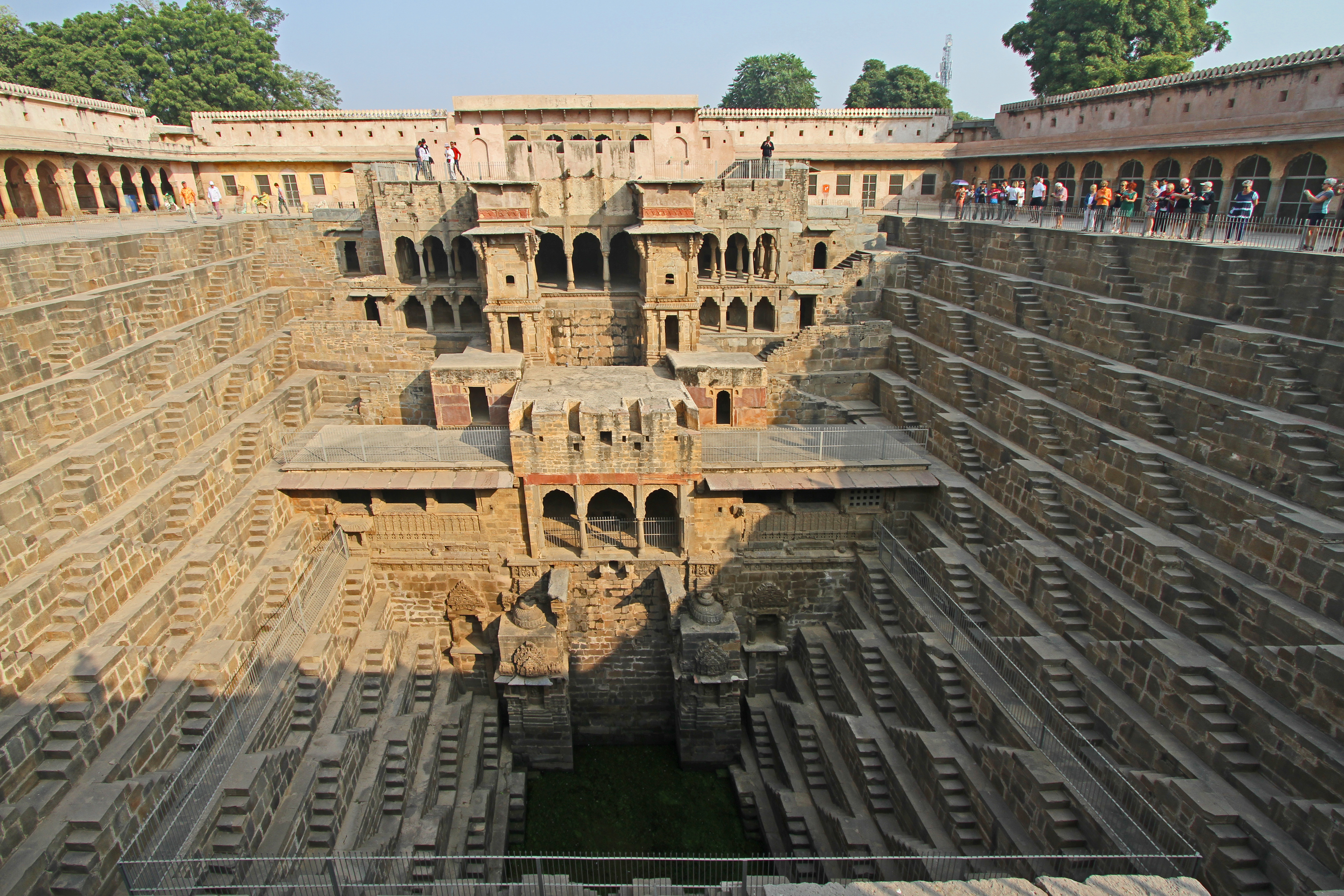
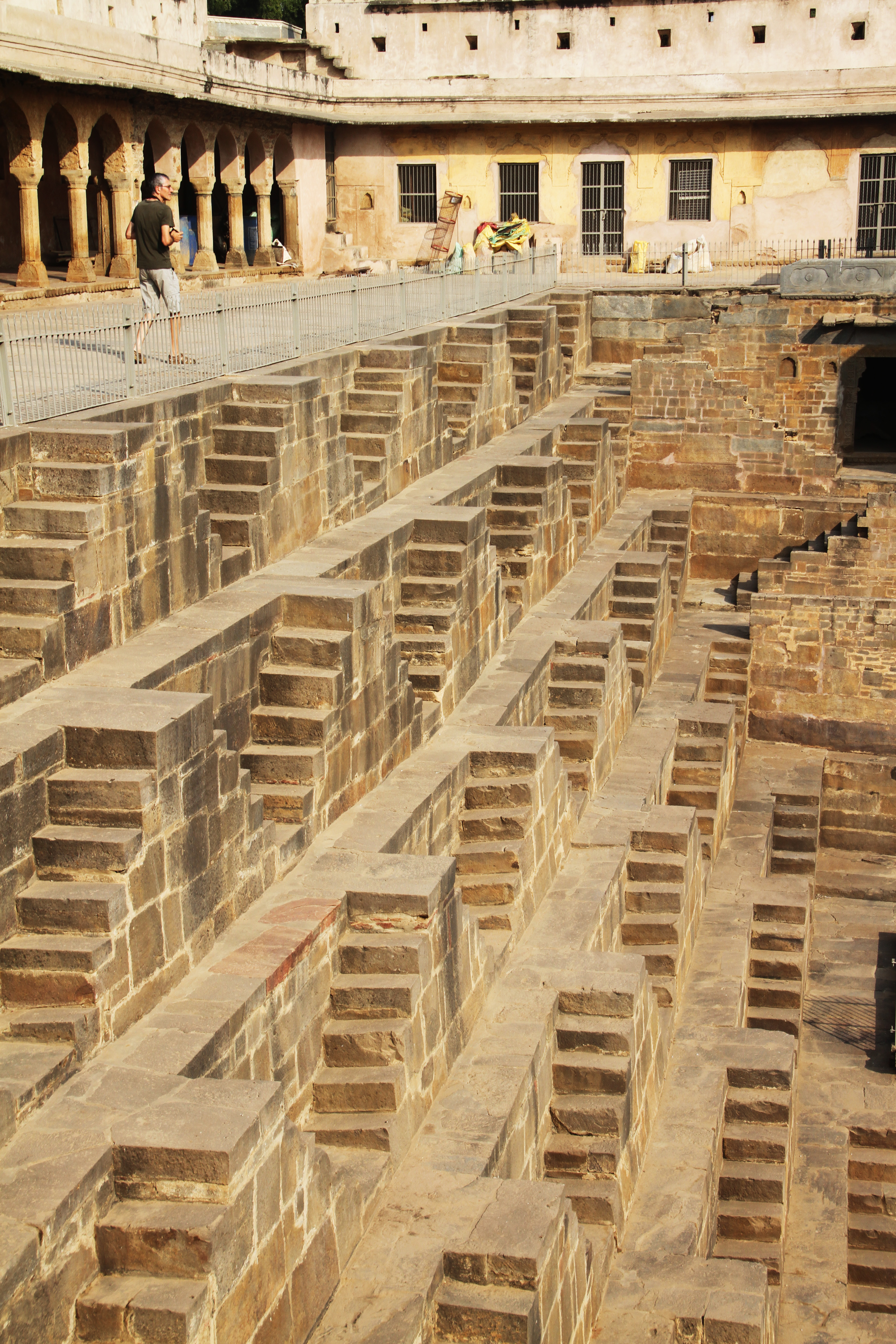
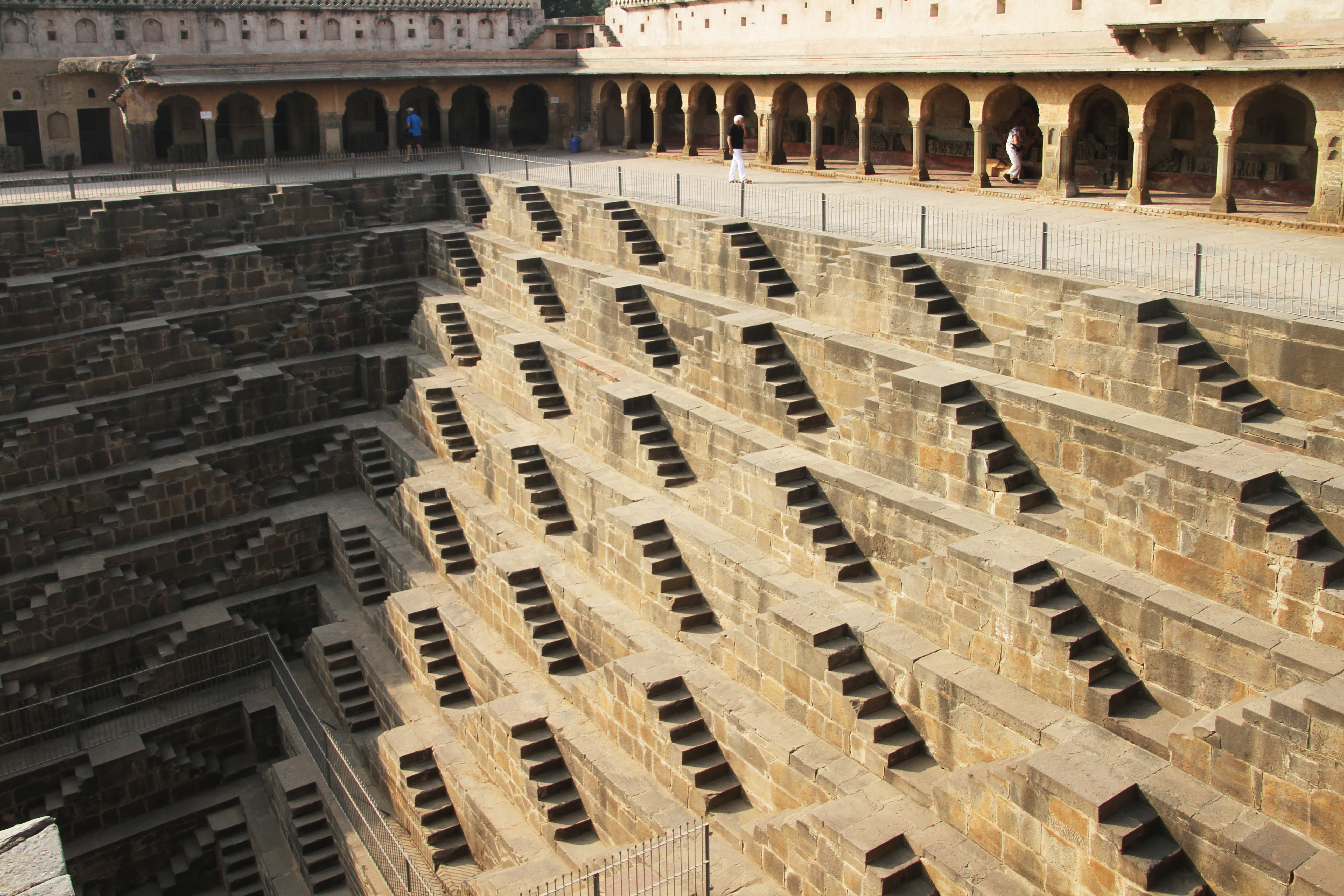
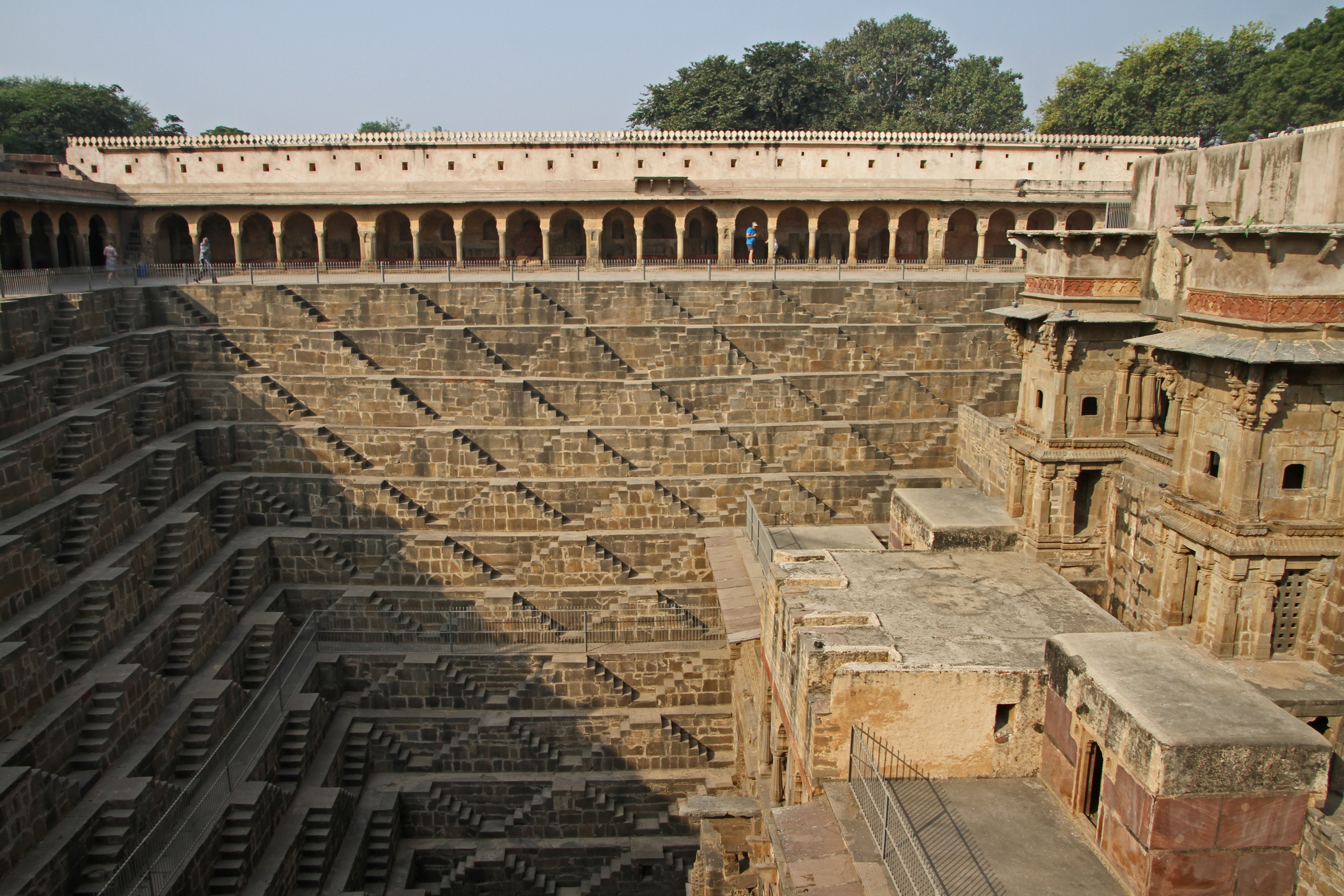